# Cavagnolo
Cavagnolo is een gemeente in de Italiaanse provincie Turijn (regio Piëmont) en telt 2334 inwoners (31-12-2004). De oppervlakte bedraagt 12,4 km², de bevolkingsdichtheid is 188 inwoners per km².

## Demografie
Cavagnolo telt ongeveer 985 huishoudens. Het aantal inwoners steeg in de periode 1991-2001 met 0,0% volgens cijfers uit de tienjaarlijkse volkstellingen van ISTAT.
| Jaar | Inwoneraantal |
| ---- | ------------- |
| 1991 | 2281          |
| 2001 | 2281          |

## Geografie
Cavagnolo grenst aan de volgende gemeenten: Brusasco, Monteu da Po, Lauriano, Moransengo (AT) en Tonengo (AT).

## Galerij

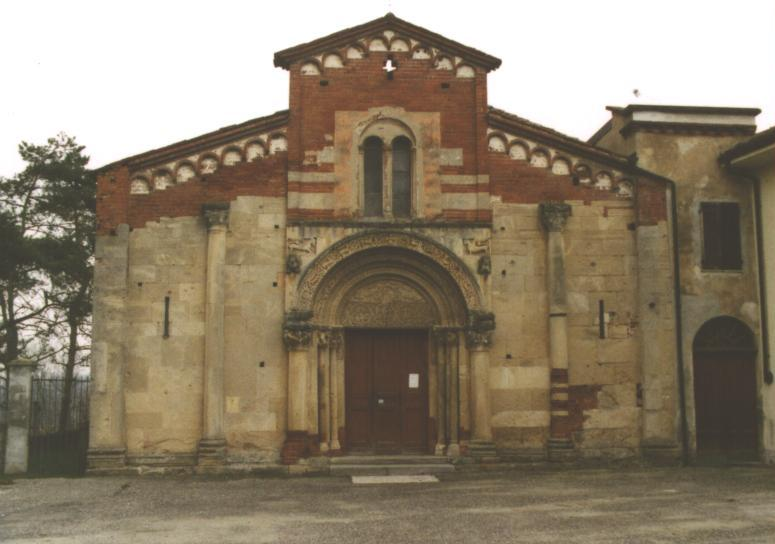
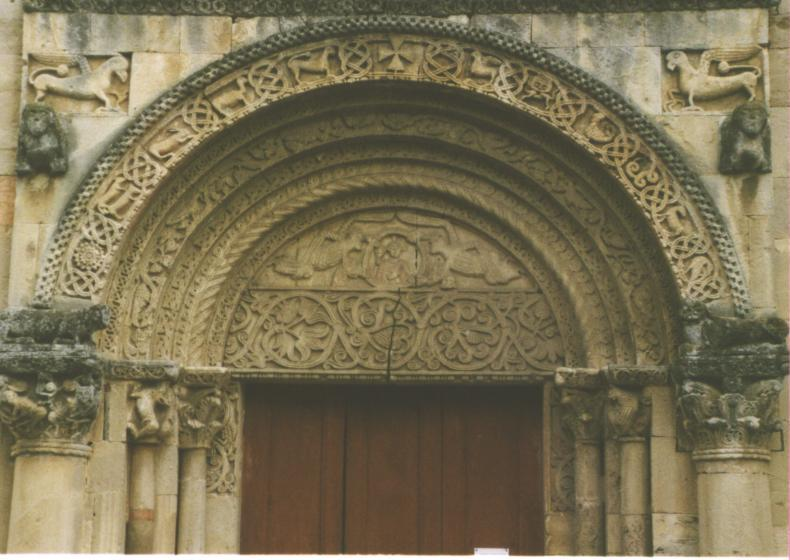
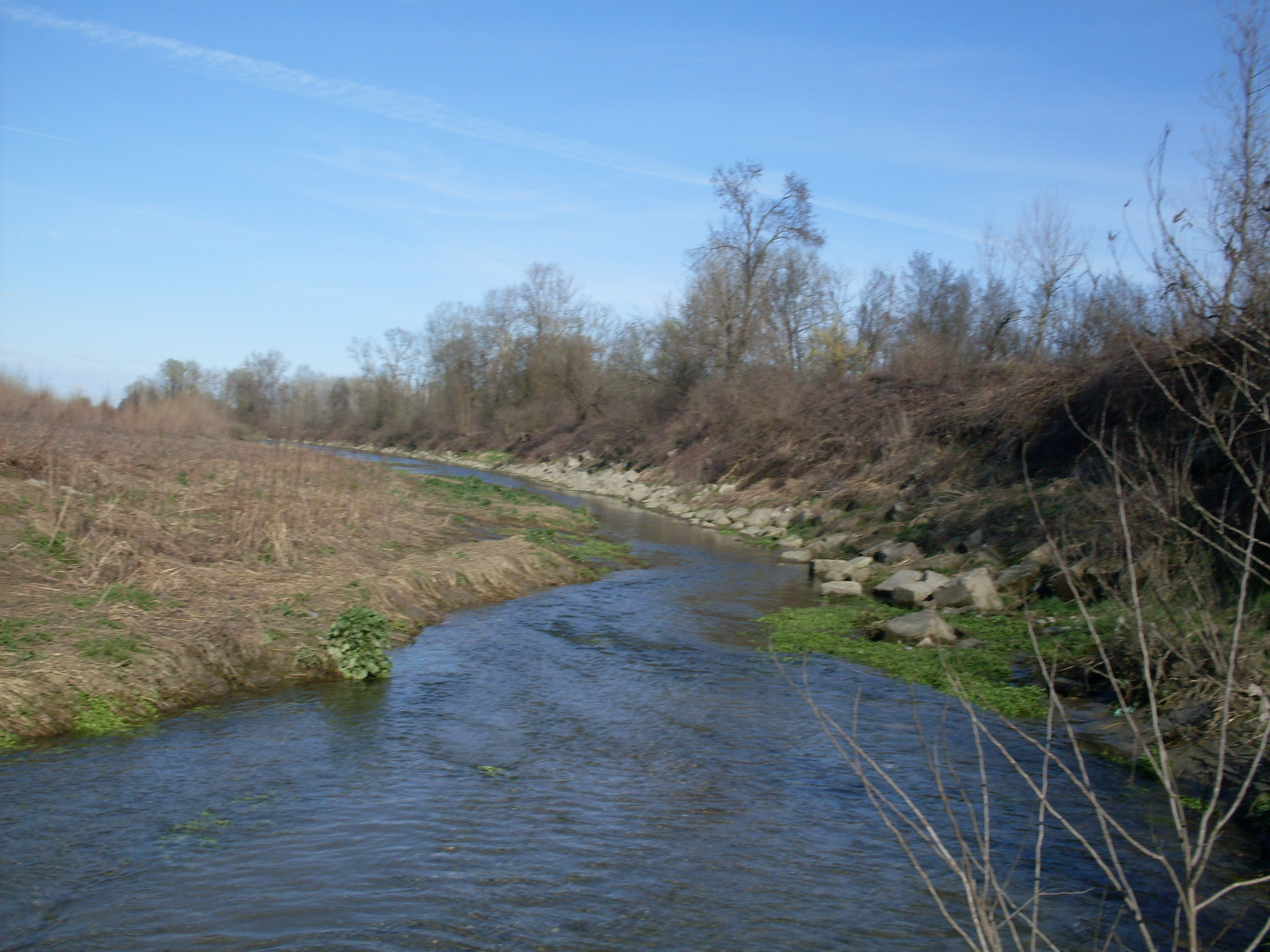
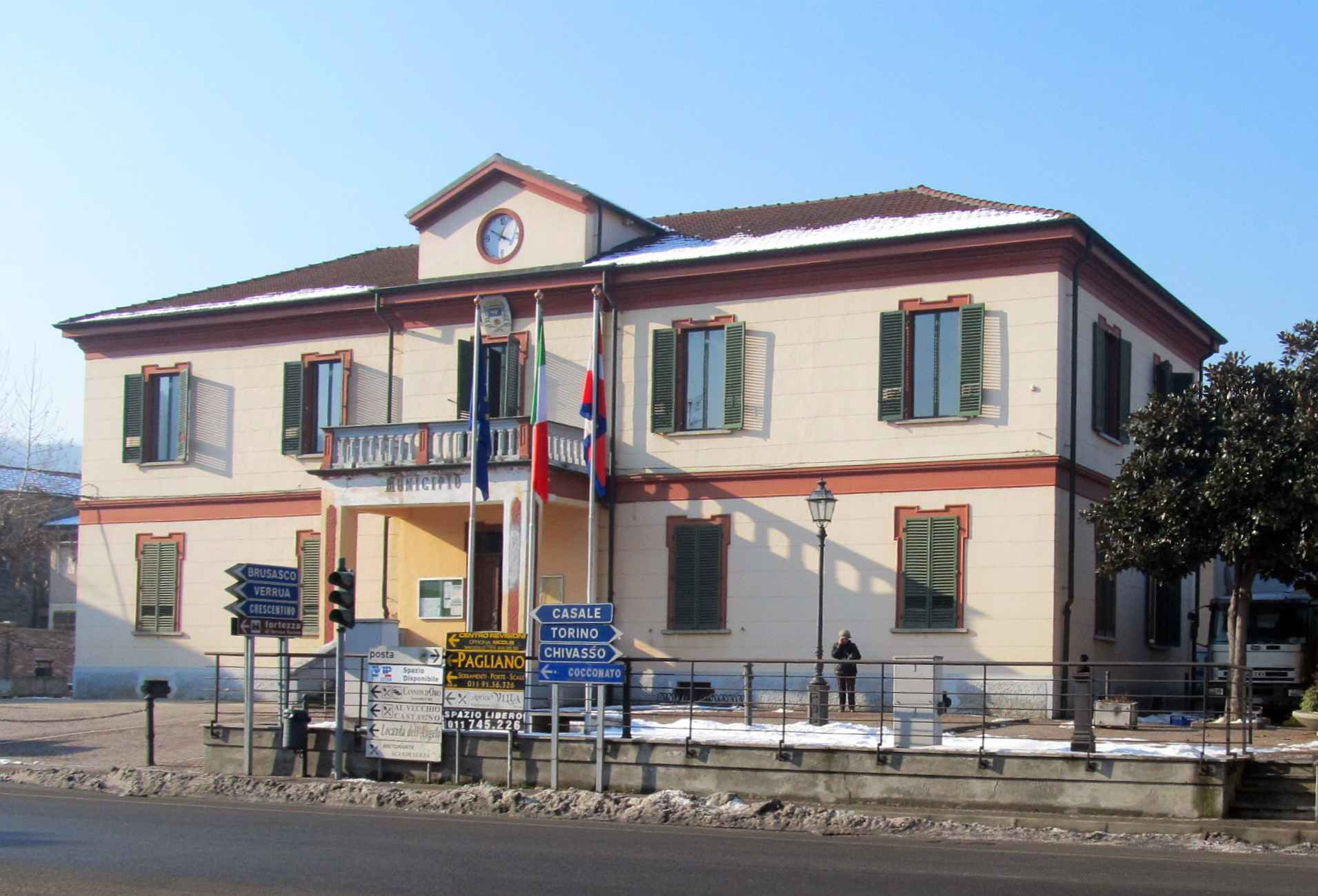

1. ↑  https://demo.istat.it/?l=it.